# Janez Logar
Janez Logar, slovenski bibliograf, urednik in literarni zgodovinar, * 3. februar 1908, Horjul, † 9. november 1987, Ljubljana.

## Življenje
Zaradi delovanja v duhu Osvobodilne fronte je bil od januarja 1943 v italijanskem taborišču Visco in od oktobra 1944 v nemški Dachauu internaciji. Bil je redni član Slovenske akademije znanosti in umetnosti in njenega razreda za filološke in literarne vede, zaslužni znanstveni delavec, avtor številnih samostojnih publikacij, razprav, člankov in ocen, bibliograf in urednik ter profesor je 9. novembra sklenil svojo življenjsko pot zaradi zahrbtne bolezni. Pokopali so ga na ljubljanskih Žalah 12. novembra 1987. Z akademikom Logarjem se je poslovil ne le izjemen bibliotekarski in bibliografski strokovnjak ter urednik, ampak tudi zanesljiv poznavalec in raziskovalec naše književnosti, posebej obdobja realizma, pedant in hkrati človek širokih razgledov, poslovil pa se je tudi skromen in pokončen mož, iskalec resnice, zvest sodelavec in prijatelj.

## Šolanje
Po klasični gimnaziji je študiral slavistiko na Filozofski fakulteti v Ljubljani, kjer je poslušal predavanja profesorjev Franceta Kidriča in Ivana Prijatelja. Po diplomi leta 1932 pa se je eno študijsko leto izpopolnjeval na Karlovi univerzi v Pragi. Temu so sledile službene postaje: suplentsko mesto v Ljubljani in Novem mestu, kjer je opravil profesorski izpit, zatem pa spet v Ljubljani, na učiteljišču, kjer ga je zatekla druga svetovna vojna.

## Delo
Že v zadnja študijska leta segajo prve znanstvene objave. Bil je med najbolj zavzetimi in obetajočimi mladimi slavisti in dr. Kidrič mu je že zgodaj zaupal pisanje članka o Sebastijanu Krelju za nastajajoči Slovenski biografski leksikon.   Poučeval je na gimnaziji v Novem mestu (1934–38) in na učiteljišču v Ljubljani (1938–42). Po letu 1945 je delal na Ministrstvu za prosveto. V letih 1950–65 je kot višji znanstveni sodelavec vodil bibliografski oddelek NUK in še po upokojitvi (1965) do leta 1978 skrbel za urejanje rokopisnega gradiva. Kot vodja bibliografskega oddelka je skrbel za široko zasnovano serijo sprotnih bibliografij, vodil je priprave za prepotrebno retrospektivno bibliografijo, hkrati pa je sodeloval tudi z Jugoslovanskim leksikografskim zavodom in si prizadeval, da bi bila tudi v njegovih biografskih in bibliografskih edicijah slovenica pravično upoštevana. Leta 1978 je bil izvoljen na predlog akademikov Antona Slodnjaka in Josipa Vidmarja za dopisnega in nekaj let pozneje (1983) za rednega člana SAZU. Med 1964–69 je predaval bibliografijo na Pedagoška akademija v Ljubljani, kjer je skrbel za vzgojo bibliotekarskega naraščaja. Bil je vodilni slovenski strokovnjak za bibliografsko teorijo in prakso. Sestavil je več posebnih bibliografij in ocenjeval bibliografske izdaje. Uredil je Slovensko bibliografijo (letniki 1951–66 ter poseben zvezek za članke 1945–50) in jo snovno razširil s časopisja in knjig na članke.  Pisal je literarne kritike, članke in razprave o slovenski literaturi, zlasti o slovenskem realizmu, souredil je Levstikov zbornik (1933) in revijo Slovenski jezik (1939–1941). Za zbirko Zbrana dela slovenskih pesnikov in pisateljev je urejal zbrana dela Trdine, Jurčiča in Mencingerja ter izbore in posamezna dela Erjavca, Gregorčiča, Aškerca, Cankarja in Prijatelja. 
Najprej se uveljavi v literarni zgodovini. Ena njegovih prvih objav je študija Levstik v boju s prvaki; izšla je v Levstikovem zborniku (1933), ki so ga pripravili absolventi slavističnega seminarja in ga posvetili svojemu učitelju, uredila pa sta ga Janez Logar in Anton Ocvirk. Sledila je vrsta razprav in člankov, zlasti o dobi slovenskega realizma.
Z izčrpnim komentarjem, zajetim iz široke literature in arhivskih virov ter lastnih spoznanj, je uredil 12 knjig Janeza Trdine(1946 - 59), 4 Janeza Mencingerja (1961 - 66), 7 dopolnjenih ponatisov  Josipa Jurčiča (1965 - 69) in sklepni knjigi (1982, 1984) tega pisatelja z njegovimi političnimi članki in pismi, ki veljata s Trdinom med najbolj uspele Logarjeve uredniške stvaritve. Za druge okvire je uredil, napisal spremne besede ali opombe, v letih 1936 do 1971 še posamične knjige Frana Jakliča, Frana Erjavca, Janeza Trdina, Ivana Cankarja, Ivana Prijatelja, Simona Gregorčiča in Antona Aškerca.  
Po službeni dolžnosti in po lastnem nagnjenju se je največ usmerjal k splošni nacionalni bibliografiji. Dolga leta je bil redaktor letne Slovenske bibliografije. Ko jo je prevzel, ji je dal solidno organizacijsko osnovo, jo strokovno utrdil in preuredil. Vključil je tudi članke iz časopisov, časnikov in zbornikov. V njegovi redakciji je izšla Slovenska bibliografija za leta 1951 do 1966, vmes pa še posebna knjiga s članki iz let 1945 do 1950 (1963), ki jih redna izdaja ni imela. v letih 1951 - 59 je vodil sestavljanje retrospektivne slovenske bibliografije knjig in periodike od začetkov do osvoboditve.
Sestavil je nekaj osebnih in strokovnih bibliografij, nekatere druge redigiral, napisal za domače in tuje priročnike več pregledov razvoja bibliografije pri Slovencih ali v Jugoslaviji. Močno se je angažiral pri bibliotekarski vzgoji. Predaval je predmet Bibliografija na številnih tečajih in v letih 1964 do 1969 redno na Pedagoška akademija v Ljubljani. Za študijsko pomoč je napisal skripta  Uvod v bibliografijo (1955, srbohrvaška objava 1957 - 58) in Bibliografija(1965), snov na podlagi svojih dognanj in obsežnega študija tuje literature poglobil in razširil v knjigo  Uvod v bibliografijo (1970, prirejena izdaja v srbohrvaščini 1973). Delo obravnava bibliografsko teorijo in zgodovino, daje pregled mednarodnih in nacionalnih bibliografij v svetu, posebej se ustavlja pri Jugoslaviji in pri Slovencih. Knjiga sodi v splošno kulturno zgodovino. Pri prvi izdaji Enciklopedije Slovenije je bil strokovni urednik za slovensko časopisje, založništvo in bibliografijo, po 1963 tudi za slovensko literarno zgodovino.

## Nagrade, priznanja, odlikovanja
Za svoje znanstveno, strokovno in organizacijsko delo je prejel več državnih in društvenih priznanj. Leta 1967 je prejel Čopovo diplomo za izjemne uspehe na bibliotekarskem področju.

## Objave, pomembna dela
Izbrane monografije
- Uvod v bibliografijo. Ljubljana: Narodna in univerzitetna knjižnica, 1970. (COBISS)
- Slovenski ekslibris. Ljubljana: Društvo Exlibris Sloveniae, 1974. (COBISS)
- 130 let Blasnikove tiskarne. Ljubljana: Sindikalna podružnica Blasnikove tiskarne, 1959. (COBISS)

Izbrano uredniško delo
- Ivan Cankar: Povesti in črtice. Ljubljana: Slovenski knjižni zavod, 1948. (COBISS)
- Fran Erjavec: Živali v podobah. Ljubljana: Mladinska knjiga, 1964. (COBISS)
- Simon Gregorčič: Mojo srčno kri škropite. Ljubljana: Prešernova družba, 1968. (COBISS)

Razprave
- Franc Kurelac in Slovenci (Razprave SAZU, 1956)
- Trdinovo literarno delo v letih 1870-1880 (Jezik in slovstvo 1957/85)
- Janez Trdina in njegovo narodopisno delo (v zborniku Janeza Trdina etnolog, 1980)
- Josip Jurčič - časnikar (Obdobje realizma v slovenskem jeziku, književnosti in kulturi, 1982)